# فاتیک

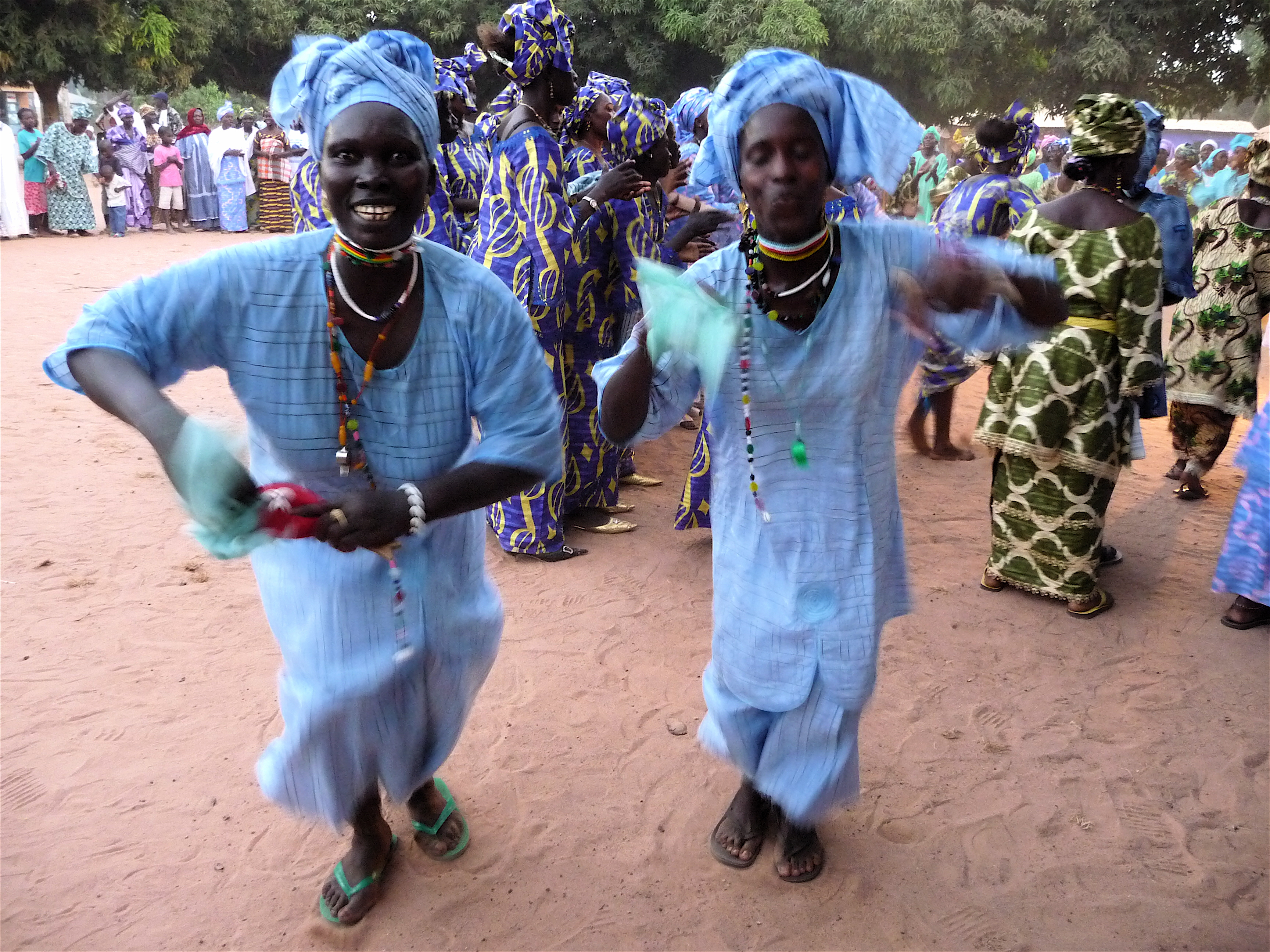
منطقهٔ مسکونی در سنگال

فاتیک (به لاتین: Fatick) یک منطقهٔ مسکونی در سنگال است که در فتئک واقع شده‌است. فاتیک ۲۴٬۲۴۳ نفر جمعیت دارد.